# Aleksandrowo (Orzysz)
Aleksandrowo mit den Ortschaften Aleksandrowo (Kolonia) und Aleksandrowo (Osada) ist ein Ort in der polnischen Woiwodschaft Ermland-Masuren. Er gehört zur Gmina Orzysz (Stadt- und Landgemeinde Arys) im Powiat Piski (Kreis Johannisburg).

## Geographie
Aleksandrowo liegt in der östlichen Woiwodschaft Ermland-Masuren, 26 Kilometer nordöstlich der Kreisstadt Pisz (deutsch Johannisburg).
Aleksandrowo liegt westlich der polnischen Landesstraße 63 (einstige deutsche Reichsstraße 131) und ist auf einem Landweg zu erreichen, der von der Nebenstraße Sumki–Pianki (Sumken–Pianken/Altwolfsdorf) in südlicher Richtung abzweigt. Eine Bahnanbindung existiert nicht.

## Geschichte
Über die Geschichte des Ortes mit seinen beiden Ortschaften liegen keine Belege vor. Sie dürfte erst nach 1945 begonnen haben. Er ist heute in das Schulzenamt (polnisch Sołectwo) Pianken (1938–1945 Altwolfsdorf, polnisch Pianki) eingegliedert und gehört somit zur  Stadt- und Landgemeinde Orzysz im Powiat Piski, bis 1998 der Woiwodschaft Suwałki, seitdem der Woiwodschaft Ermland-Masuren zugeordnet.

## Religionen
Katholischerseits ist Aleksandrowo in die Pfarrei Orzysz im Bistum Ełk der Römisch-katholischen Kirche in Polen eingegliedert.
Die evangelischen Einwohner halten sich zur Kirche in der Kreisstadt Pisz in der Diözese Masuren der Evangelisch-Augsburgischen Kirche in Polen.